# Айванхов, Омраам Микаэль
Омраам Микаэль Айванхов (настоящее имя Михаил Иванов); 31 января 1900, Сербцы, Османская империя — 25 декабря 1986, Фрежюс, Франция) — болгарский религиозный деятель, философ,  оккультист. Был учеником Петра Дынова. Жил во Франции с 1937 года и основал там свою организацию, назвав ее «Вселенское Белое Братство» (Fraternité blanche Universelle). Учение Айванхова представляет собой синкретическое соединение христианских идей и восточных религий.

## Жизнь
Родился Михаил Иванов (имя при рождении) 31 января 1900 года в болгарской семье в селе Сербцы, в области Привардарской Македонии (тогда Османская империя). Очень скоро, в 1907 году семья эмигрирует в г. Варна (Болгария). Когда Мише было 8 лет, его отец скончался, оставив семью без средств к существованию. Поэтому мальчику очень рано пришлось идти работать подмастерьем в кузнице, а затем на фабрике красок. Ещё до Первой мировой войны, в возрасте 17 лет Михаил встретил Петра Дынова — организатора духовного сообщества «Белое братство». Позже он поехал в Софию и был среди его учеников.
В 1937 году он поехал во Францию на Всемирную выставку в Париже и остался там. У него было два письма от Бояна Боева (сподвижника Дынова) к тамошним людям, интересующимся учением Петра Дынова через Альфиери Бертоли (итальянца из Софийского братства). В письме из Парижа к Бояну Боеву Михаил Иванов просит его спросить Петра Дынова, следует ли ему остаться там учиться; ответ (опять же через Боева) был — если он имеет деньги и средства, остаться и учиться. Михаил Иванов начал читать публичные лекции на духовные темы.
В 1947 году он связался с «искателем приключений, назвавшим себя принцем Черензи Линдом, Маха Чоханом (Великим вождём) и Верховным регентом Королевства Агарта». Они поддерживают «сердечные отношения»: по словам Пьера Пеана, они вместе принимают в Севре, а в октябре 1947 года совместно организовали в Париже «Духовный конгресс Великого Вселенского Белого Братства» под председательством Маха Чохана и под эгидой его организации «Вселенский Духовный Союз» (Union Spirituelle Universelle, USU). Однако в ноябре они разорвали отношения.
31 декабря 1947 года название парижской организации «Международный культурный центр» было изменено на «Fraternité blanche Universelle», состав ее бюро был изменен, а штаб-квартира была перенесена из Парижа в Севр.
В 1948 году Михаил Иванов был арестован и приговорен к тюремному заключению «за практики, сочетающие оккультизм с самой разнузданной сексуальностью» и «подстрекательством несовершеннолетних к разврату» (официальная формулировка, по словам источника в самой его организации). Истории о подобных действиях есть в воспоминаниях его болгарских знакомых. По некоторым мнениям (Пьер Рифар), его осуждение было основано на ложных показаниях. Источники в его организации «Всемирное Белое Братство» связывают это с враждебными действиями Маха Чохана и утверждают, что в 1960 году Михаил Иванов был реабилитирован Апелляционным судом Экс-ан-Прованса с вручением ему официальных письменных извинений.
С 1953 года в имении Бонфен (неподалёку от города Фрежюс (Франция)) Михаил Иванов создал центр Вселенского Белого Братства «Бонфен», который продолжает действовать даже после его смерти.
В 1957 году Михаил Иванов уезжает в Индию, где в течение года посещает ашрамы и встречается с индийскими гуру. Именно там он получает новое имя — Омраам Микаэль Айванхов. В течение следующих 29 лет Микаэль Айванхов читает в «Белом братстве» публичные лекции (всего прочитав их более 5000), занимается различной общественной деятельностью: путешествует по странам Европы (Швейцария, Великобритания и Скандинавия) и Северной Америки (Канада, США), встречается с государственными и общественными деятелями. Омраам Микаэль Айванхов ушёл из жизни 25 декабря 1986 года.

## Учение

### Центральная идея
Согласно учению Айванхова, все люди, независимо от расы, религии, социального положения, интеллектуальных способностей или материального уровня, способны принимать участие в создании нового периода братства и мира на Земле. Это происходит через личное преображение каждого, а именно через развитие и совершенствование в гармонии с божественным миром.
В обсуждении любой темы Айванхов фокусировался на том, как человек может лучше провести свою жизнь на Земле, стремясь выявить пользу, которую может извлечь человек для самопознания, самосовершенствования и лучшей организации своей жизни, помогая таким образом реализации идеала Царства Божьего на Земле.
Работа духовная существенно отличается от работы физической. Надо знать, что можно от неё ожидать, а что нельзя. От духовной работы можно ожидать света, мира, гармонии, здоровья, разума, но не денег, славы, признания или преклонения толпы, иначе вы смешаете два разных мира и будете несчастны. От духовной деятельности нельзя ожидать никаких материальных выгод. То, что вы создаёте, ещё долго остается невидимым, неощутимым.

### О посвящении
Айванхов учил принципам посвящения. Он описывал космические законы, управляющие Вселенной и каждым человеческим существом, макрокосмом и микрокосмом, и взаимообмен, который имеет место между ними. Знание об этих законах, по учению Айванхова, принимало различные формы в различные эпохи, и данная «вневременная мудрость» выражалась посредством различных религий, адаптируясь к конкретному времени, людям и уровню духовной эволюции.
Посвящением Айванхов называл путь, который должен пройти человек в стремлении отыскать и привлечь к себе свою божественную душу, чтобы она поселилась в нём… Посвященный — это тот, кто полностью себя изменил, желая притянуть к себе свою божественную душу: все его существо стало гармоничным, он «вибрирует в унисон с Космическим Разумом», проводником и слугой которого он стал.

#### Собрание сочинений «Извор»
| 200 — Памяти Учителя Петра Дынова 201 — К солнечной цивилизации 202 — Человек, овладевающий своей судьбой 203 — Воспитание, начинающееся до рождения 204 — Йога питания 205 — Сексуальная сила, или крылатый Дракон 206 — Философия единения 207 — Кто такой духовный Учитель? 208 — Эгрегор Голубя, или царство мира 209 — Рождество и Пасха в Посвященческой традиции 210 — Древо познания добра и зла 211 — Свобода, победа духа 212 — Свет, дух живой 213 — Человеческая природа и божественная природа 214 — Духовная гальванопластика и будущее человечества 215 — Истинное Учение Христа 216 — Тайны книги природы 217 — Новое в толковании Евангелия 218 — Язык геометрических фигур 219 — Центры и тонкие тела: аура, солнечное сплетение, центр хара, чакры 220 — Зодиак, ключ к пониманию человека и вселенной 221 — Алхимическая работа, или поиск совершенства | 222 — Психическая жизнь: элементы и структуры 223 — Художественное творчество и духовное творчество 224 — Силы мысли 225 — Гармония и здоровье 226 — Книга божественной магии 227 — Золотые правила ежедневной жизни 228 — Взгляд на невидимое 229 — Путь тишины 230 — Приближение града небесного 231 — Семена счастья 232 — Откровение огня и воды 233 — Будущее для молодежи 234 — Истина, плод мудрости и любви 235 — «В духе и истине» 236 — От человека к Богу: сефирот и ангельские иерархии 237 — Космические весы: число 2 238 — Вера, которая передвигает горы 239 — Любовь больше веры 240 — Кто такой сын Божий? 241 — Философский камень: от Евангелий до алхимических трактатов 242 — К вечным источникам радости 243 — Смех мудреца 244 — Идите, пока у вас есть свет |

#### Полное собрание сочинений
| 1. Второе рождение 2. Духовная алхимия 3. Два дерева рая 4. Горчичное зерно 5. Силы жизни 6. Гармония 7. Таинства Иезиода 8. Язык символов, язык природы 9. В начале было Слово 10. Великолепия Тиферета 11. Основной ключ для решения проблем существования 12. Законы космической нравственности 13. Новая Земля. Методы, упражнения, формулы, молитвы 14. Любовь и сексуальность (1 книга) 15. Любовь и сексуальность (2 книга) | 16. Храни-йога. Алхимический смысл питания 17. Познай самого себя Джнани-йога (1 книга) 18. Познай самого себя Джнани-йога (2 книга) 19-22. Мысли на каждый день 23. Новая религия: солнечная и всемирная (1 книга) 24. Новая религия: солнечная и всемирная (2 книга) 25. Водолей и пришествие Золотого Века (1 книга) 26. Водолей и пришествие Золотого Века (2 книга) 27. Посвященческая педагогика (1 книга) 28. Посвященческая педагогика (2 книга) 29. Посвященческая педагогика (3 книга) 30. Жизнь и работа в божественной школе (1 книга) 31. Жизнь и работа в божественной школе (2 книга) 32. Плоды древа жизни. Каббалистическая традиция |